# Sphoeroforma minima
Sphoeroforma minima is een hooiwagen uit de familie Zalmoxioidae.